# Кшук
Кшук — річка на півострові Камчатка в Росії.
Довжина річки — 36 км Протікає по території Соболівського району Камчатського краю. Впадає в Охотське море.
Гідронім має ітельменське походження.

## Дані водного реєстру
За даними державного водного реєстру Росії відноситься до Анадиро-Колимского басейновому округу.
За даними геоінформаційної системи водогосподарського районування території РФ, підготовленої Федеральним агентством водних ресурсів:
- Код водного об'єкта в державному водному реєстрі — 19080000212120000029281